# Mariposa (álbum)
Mariposa é o segundo álbum de estúdio lançado pela cantora e compositora italiana Lodovica Comello em 3 de fevereiro de 2015, pela Sony Music.

## Lista de faixas
| N.º            | Título                                              | Compositor(es)                                              | Duração |  |
| 1.             | "Mi Amor Pende de un Hilo"                          | Fabio Serri, Fabio Zacco, Daniele Luppino, Lodovica Comello | 3:52    |  |
| 2.             | "Un Viaggio Intorno al Mondo"                       | Serri, Luppino, Comello                                     | 4:05    |  |
| 3.             | "Todo el Resto no Cuenta"                           | Serri, Luppino, Comello                                     | 3:28    |  |
| 4.             | "Un Posto Libero"                                   | Massimiliano Eli                                            | 4:05    |  |
| 5.             | "Vuelvo"                                            | Serri, Luppino, Comello                                     | 3:45    |  |
| 6.             | "Sin Usar Palabras" (participação de Abraham Mateo) | Serri, Luppino, Comello                                     | 3:05    |  |
| 7.             | "We are Family"                                     | Nile Rodgers                                                | 3:37    |  |
| 8.             | "No Voy a Caer"                                     | Serri, Luppino, Comello                                     | 3:40    |  |
| 9.             | "La Historia"                                       | Serri, Luppino, Comello                                     | 3:51    |  |
| 10.            | "Crazy Love"                                        | Mattia Bindi, Serri                                         | 3:33    |  |
| 11.            | "Historia Blanca"                                   | Serri, Luppino, Comello                                     | 3:40    |  |
| 12.            | "Ci Vediamo Quanto È Buio"                          | Serri, Luppino, Comello                                     | 3:49    |  |
| Duração total: | Duração total:                                      | Duração total:                                              | 44:26   |  |

| Edição de luxo |                                                              |                                      |         |  |
| N.º            | Título                                                       | Compositor(es)                       | Duração |  |
| 13.            | "Il Mio Amore È Appeso a un Filo" (Mi Amor Pende de Un Hilo) | Serri, Fabio Zacco, Luppino, Comello | 3:51    |  |
| 14.            | "Tutto il Resta non Conta" (Todo el Resto no Cuenta)         | Serri, Luppino, Comello              | 3:29    |  |
| 15.            | "Vado" (Vuelvo)                                              | Serri, Luppino, Comello              | 3:46    |  |
| 16.            | "Io Non Cado Più" (No Voy a Caer)                            | Serri, Luppino, Comello              | 3:40    |  |
| 17.            | "Libro Bianco" (Historia Blanca)                             | Serri, Luppino, Comello              | 3:39    |  |
| Duração total: | Duração total:                                               | Duração total:                       | 63:31   |  |

## Paradas
| Paradas (2015)               | Melhor posição |
| ---------------------------- | -------------- |
| Parada de álbuns da Espanha  | 81             |
| Parada de álbuns da Itália   | 13             |
| Parada de álbuns de Polônia  | 11             |
| Parada de álbuns de Portugal | 10             |